# Dent de Ruth
De Dent de Ruth is een berg gelegen in de Berner Alpen in Zwitserland. Hij heeft een hoogte van 2236 meter. De berg ligt op het punt waar de drie kantons Bern, Fribourg en Vaud samenkomen.